# Dozorca (sztuka)
Dozorca (oryg. The Caretaker) – dramat autorstwa noblisty Harolda Pintera, napisany w 1959 roku. Zaliczany jest do nurtu teatru absurdu oraz komedii zagrożeń. Prapremiera "Dozorcy" miała miejsce w londyńskim Arts Theatre Club 27 kwietnia 1960 w reżyserii Donalda McWhinnie'go. Polska premiera odbyła się 29 maja 1965 w Białymstoku w reżyserii Izabelli Cywińskiej. W 1979 Tadeusz Lis wyreżyserował sztukę dla Teatru Telewizji. Z kolei 19 listopada 1993 "Dozorcę" zrealizował Gustaw Holoubek w Teatrze Nowym w Zabrzu. Fabuła "Dozorcy" toczy się wokół Daviesa, starego (i najprawdopodobniej) bezdomnego włóczęgi, któremu schronienia pod swoim dachem udziela Aston - nieznajomy mężczyzna w wieku trzydziestu paru lat. Davies zostaje na dłużej u Astona, jednak po pewnym czasie okazuje się, że dom należy do brata Astona, Micka. Naiwny Davies zostaje wplątany w konszachty obu braci, którzy często zmieniają do niego swoje nastawienie. Sytuacja komplikuje się jeszcze bardziej, gdy bracia oferują Daviesowi posadę dozorcy.